# R.E.D.
R.E.D. (Realizing Every Dream) – piąty studyjny album amerykańskiego piosenkarza, autora tekstów Ne-Yo. Album został wydany 6 listopada 2012 roku przez Motown Records. Album łączy różne rodzaje muzyki jak R&B, pop i dance-pop.

## Lista utworów
Edycja standardowa
| #   | Tytuł                                                | Słowa                                                                                 | Produkcja                                 | Czas |
| --- | ---------------------------------------------------- | ------------------------------------------------------------------------------------- | ----------------------------------------- | ---- |
| 1.  | "Cracks in Mr. Perfect"                              | Shaffer Smith, Robert S. Taylor                                                       | Shea Taylor                               | 4:56 |
| 2.  | "Lazy Love"                                          | Smith, Taylor                                                                         | Shea Taylor                               | 3:16 |
| 3.  | "Let Me Love You (Until You Learn to Love Yourself)" | Smith, Sia Furler, Mikkel S. Eriksen, Tor E., Hermansen, Mark Hadfield, Mike Di Scala | StarGate, Reeva & Black                   | 4:11 |
| 4.  | "Miss Right"                                         | Smith, Eriksen, Hermansen                                                             | StarGate                                  | 3:49 |
| 5.  | "Jealous"                                            | Smith, Allen Arthur, Clayton Reilly, Keith Justice                                    | PhatBoiz                                  | 4:07 |
| 6.  | "Don't Make Em Like You" (featuring Wiz Khalifa)     | Smith, Harmony Samuels, Cameron Thomaz                                                | Harmony "H-Money" Samuels                 | 4:09 |
| 7.  | "Be the One"                                         | Smith, Eriksen, Hermansen                                                             | StarGate                                  | 3:47 |
| 8.  | "Stress Reliever"                                    | Smith, Taylor                                                                         | Shea Taylor                               | 3:35 |
| 9.  | "She Is" (featuring Tim McGraw)                      | Smith, Luke Laird                                                                     | Luke Laird, Byron Gallimore               | 3:26 |
| 10. | "Carry On (Her Letter to Him)"                       | Smith, Jesse Wilson                                                                   | Jesse "Corparal" Wilson, Reginald Smith   | 3:56 |
| 11. | "Forever Now"                                        | Smith, Arthur, Reilly, Justice, Eriksen, Hermansen, Paul Baumer, Maarten Hoogstraten  | StarGate, Bingo Players, Phatboiz         | 3:41 |
| 12. | "Shut Me Down"                                       | Smith, Emanuel Kiriakou, Andrew Goldstein                                             | Emanuel "Eman" Kiriakou, Andrew Goldstein | 3:41 |
| 13. | "Unconditional"                                      | Smith, Arthur, Reilly, Justice                                                        | PhatBoiz                                  | 4:38 |

Edycja deluxe
| #   | Tytuł                                          | Słowa | Produkcja      | Czas |
| --- | ---------------------------------------------- | --- | -------------- | ---- |
| 14. | "Should Be You" (featuring Fabolous and Diddy) | Smith, Salaam Remi, John Jackson, Carlos Coleman | Salaamremi.com | 4:15 |
| 15. | "My Other Gun"                                 | Smith, Ernest Wilson, Steve Wyreman, Kevin Randolph, Norman Landsberg, Felix Pappalardi, John Ventura, Leslie Weinstein, Gene Redd, Gene Redd Jr., Roy Handy, Cleveland Horne, Robert Bell, Ronald Bell, Robert Mickens, Dennis Thomas, Richard Westfie | No I.D.        | 3:18 |
| 16. | "Alone With You (Maddie's Song)"               | Smith, Remi | Salaamremi.com | 4:58 |
| 17. | "Let's Go" (Calvin Harris featuring Ne-Yo)     | Calvin Harris, Smith | Calvin Harris  | 3:53 |

## Muzyka i kompozycja
Początkowo album miał być zatytułowany The Cracks in Mr Perfect przez piosenkę o tym samym tytule, która pojawia się w albumie. Piosenką z głębokim tekstem jest ballada "She Is", która opisuje rozstanie. Piosenka jest pod silnym wpływem muzyki country i była pisana wspólnie ze współpracownikiem gwiazdy country Carrie Underwood, Luke Laird'em. "Let Me Love You (Until You Learn to Love Yourself)" była napisana z autorką tekstów, piosenkarką muzyki indie pop Sia Furler i jest szybką klubową piosenką łączącą europop i synth pop. Ne-Yo powiedział, że natchnął go ten pełen mocy refren, a w prasie można było przeczytać, że w szczegółach opracowywał tekst piosenki: "Niemożliwy jest związek kobiety z mężczyzną, jeśli jedno z nich nie pozwoli zbliżyć się do drugiego wystarczająco, by nauczyło drugą osobę kochać siebie. Ta piosenka, w pewien sposób, może pomóc ludziom!". Inna piosenka zatytułowana "Unconditional" i wyprodukowana przez Phatboiz również nawiązuje do sfer miłosnych. W tej piosence Ne-Yo śpiewa z głosami w tle. Przez Phatboiz wyprodukowana została druga w kolejności piosenka z albumu, "Jealous", która została opisana jako "silnie związana z R&B" z oryginalnymi wokalami w tle. Jedna z innych piosenek R&B zatytułowana "Lazy Love" została opisana "jako wolna ballada dla pań". Była wypuszczona jako pierwszy singiel albumu.
Wyprodukowana przez Salaam Remi piosenka "Alone With You (Maddie's Song)" była inspirowana zespołem The Beatles i zawiera melodię pianina podobną do tej stworzonej przez Johna Lennona. Utwór jest dedykowany córeczce Ne-Yo, Madilyn Grace. Jest to związane z tym, że po przywiezieniu jej ze szpitala, dziewczynka przestała płakać, kiedy usłyszała "Alone with You". Tymczasem piosnka "Should Be You" w klimacie lat '90 zawiera pożyczone od rapera Fabolous gościnne wokale w tle. Utwór inspirowany piosenką Mary J. Blige z 1995 roku, "I Love You". Ne-Yo w ten sposób opisał tekst piosenki: "jest to piosenka o byciu z kimś i pragnieniu bycia z kimś innym".